# Rufus Sewell
Rufus Frederik Sewell (Twickenham, 29 ottobre 1967) è un attore britannico.

## Biografia
Figlio di Jo, artista gallese e William Sewell, disegnatore australiano, che ha lavorato alla sequenza Lucy in the Sky with Diamonds nel film d'animazione Yellow Submarine, i suoi genitori divorziarono quando aveva 5 anni. Il padre morì quando Rufus aveva dieci anni. Ha un fratello più grande, Caspar. Studia presso la "Orleans Park School", e in seguito studia recitazione presso il "West Thames College" e "Central School of Speech and Drama". Debutta nel 1991 nel film Bella e accessibile con Patsy Kensit e acquista notorietà in Inghilterra con la serie tv Middlemarch tratta dal romanzo di George Eliot. Nel 1998 grazie al film Dark City acquista notorietà in tutta Europa, in seguito recita in film come Martha da legare e Illuminata diretto da John Turturro.
Nel 2001 recita nel film Il destino di un cavaliere e negli anni seguenti prende parte a film come The Legend of Zorro, Tristano & Isotta e The Illusionist - L'illusionista. Nel 2006 interpreta Thomas Clarkson nel film Amazing Grace e in seguito prende parte alla commedia romantica L'amore non va in vacanza. Nel 2007 recita nel dramma di Tom Stoppard Rock 'n' Roll al Royal Court Theatre di Londra e per la sua interpretazione vince il Laurence Olivier Award al miglior attore; nell'autunno dello stesso anno debutta a Broadway nella stessa pièce. Tra il 2008 e il 2009 partecipa come protagonista alla serie televisiva poliziesca Eleventh Hour accanto a Marley Shelton. La serie è stata cancellata dopo una sola stagione.
Nel 2010 è stato uno dei protagonisti della miniserie televisiva I pilastri della Terra, tratta dall'omonimo romanzo di Ken Follett: ha impersonato Tom, il mastro costruttore della cattedrale di Kingsbridge. Sempre nello stesso anno ha avuto una piccola parte nel film The Tourist. Dal 2015 è uno dei protagonisti della serie televisiva Amazon L'uomo nell'alto castello, basata sul romanzo La svastica sul sole di Philip K. Dick, nel ruolo dell'Obergruppenführer John Smith. Dal 2016 veste i panni del Primo ministro del Regno Unito Lord Melbourne, fidato consigliere della regina Vittoria, nella serie TV della ITV Victoria.

### Vita privata
Nel 1999 sposa la giornalista di moda australiana Yasmin Abdallah, da cui divorzia pochi mesi più tardi. Nel 2002 ha il suo primo figlio, William Douglas Sewell, nato dalla relazione con la produttrice e sceneggiatrice Amy Gardner, che sposa nel 2004. La coppia si separa nel 2006, per poi divorziare. Dal 2006 al 2008 è stato fidanzato con l'attrice Alice Eve. Sewell ha anche una figlia, Lola, avuta dalla relazione con la modella Ami Komai.

## Filmografia

### Cinema
- Bella e accessibile (Twenty-One), regia di Don Boyd (1991)
- Dirty weekend - Sporco weekend (Dirty Weekend), regia di Michael Winner (1993)
- Un uomo senza importanza (A Man of No Importance), regia di Suri Krishnamma (1994)
- Cold comfort farm, regia di John Schlesinger (1995)
- Carrington, regia di Christopher Hampton (1995)
- Victory, regia di Mark Peploe (1996)
- Hamlet, regia di Kenneth Branagh (1996)
- The Woodlanders, regia di Phil Agland (1997)
- Padrona del suo destino (Dangerous Beauty), regia di Marshall Herskovitz (1998)
- Dark City, regia di Alex Proyas (1998)
- Martha da legare (Martha - Meet Frank, Daniel and Laurence), regia di Nick Hamm (1998)
- Illuminata, regia di John Turturro (1998)
- At Sachem Farm, regia di John Huddles (1998)
- In a Savage Land, regia di Bill Bennett (1999)
- La mossa del diavolo (Bless the Child), regia di Chuck Russell (2000)
- Il destino di un cavaliere (A Knight's Tale), regia di Brian Helgeland (2001)
- Sfida nell'ultima valanga (Extreme Ops), regia di Christian Duguay (2002)
- Victoria Station, regia di Douglas Hodge - cortometraggio (2003)
- The Legend of Zorro, regia di Martin Campbell (2005)
- Tristano & Isotta (Tristan & Isolde), regia di Kevin Reynolds (2006)
- The Illusionist - L'illusionista (The Illusionist), regia di Neil Burger (2006)
- Paris, je t'aime, regia di Wes Craven (2006)
- Amazing Grace, regia di Michael Apted (2006)
- L'amore non va in vacanza (The Holiday), regia di Nancy Meyers (2006)
- Downloading Nancy, regia di Johan Renck (2008)
- Vinyan, regia di Fabrice Du Welz (2008)
- The Tourist, regia di Florian Henckel von Donnersmarck (2010)
- La leggenda del cacciatore di vampiri (Abraham Lincoln: Vampire Hunter), regia di Timur Bekmambetov (2012)
- The Deadly Game - Gioco pericoloso (All Things to All Men), regia di George Isaac (2013)
- Hercules - Il guerriero (Hercules), regia di Brett Ratner (2014)
- The Devil's Hand, regia di Christian E. Christiansen (2014)
- Billy il koala (Blinky Bill the Movie) (2015)
- Gods of Egypt, regia di Alex Proyas (2016)
- Judy, regia di Rupert Goold (2019)
- The Father - Nulla è come sembra (The Father), regia di Florian Zeller (2020)
- Old, regia di M. Night Shyamalan (2021)
- Scoop, regia di Philip Martin (2024)

### Televisione
- Gone to Seed - serie TV, 6 episodi (1992)
- Middlemarch, regia di Anthony Page - miniserie TV (1994)
- Citizen Locke, regia di Agnieszka Piotrowska - film TV (1994)
- Cold Comfort Farm, regia di John Schlesinger - film TV (1995)
- Il principe delle favole (Arabian Nights), regia di Steve Barron - film TV (2000)
- Lei, la creatura (Mermaid Chronicles Part 1: She Creature), regia di Sebastian Gutierrez - film TV (2001)
- Helen of Troy - Il destino di un amore (Helen of Troy), regia di John Kent Harrison - miniserie TV (2003)
- Carlo II - Il potere e la passione (Charles II: The Power & the Passion), regia di Joe Wright - miniserie TV (2003)
- Taste, regia di Andy Cadiff - film TV (2004)
- John Adams, regia di Tom Hooper - miniserie TV, 2 puntate (2008)
- Eleventh Hour - serie TV, 18 episodi (2008-2009)
- I pilastri della Terra (The Pillars of the Earth), regia di Sergio Mimica-Gezzan - miniserie TV, 7 puntate (2010)
- Le inchieste dell'ispettore Zen (Zen), regia di Christopher Menaul, John Alexander e Jon Jones - miniserie TV (2011)
- Parade's End, regia di Susanna White - miniserie TV, 3 puntate (2012)
- Restless, regia di Edward Hall - miniserie TV (2012)
- Killing Jesus, regia di Christopher Menaul – film TV (2015)
- L'uomo nell'alto castello (The Man in the High Castle) - serie TV, 40 episodi (2015-2019)
- Victoria - serie TV, 7 episodi (2016-2017)
- La fantastica signora Maisel (The Marvelous Mrs. Maisel) - serie TV, 1 episodio (2018)
- Un cavallo per la strega (The Pale Horse) – miniserie TV, 2 puntate (2020)
- Caleidoscopio (Kaleidoscope) - miniserie TV, 10 episodi (2023)
- The Diplomat – serie TV, 8 episodi (2023)

## Teatro
- Arcadia di Tom Stoppard, regia di Trevor Nunn. National Theatre di Londra (1993)
- Rock 'n' Roll di Tom Stoppard, regia di Trevor Nunn. Royal Court Theatre di Londra, Bernard B. Jacobs Theatre di Broadway (2007)
- Vecchi tempi di Harold Pinter, regia di Ian Rickson. Harold Pinter Theatre di Londra (2013)
- Closer di Patrick Marber, regia di David Leveaux. Donmar Warehouse di Londra (2015)

## Riconoscimenti
- Premio Emmy
  - 2019 – Candidatura al migliore guest start in una serie commedia per La fantastica signora Maisel
- BAFTA
  - 2006 – Candidatura al miglior attore per ShakespeaReTold
- Critics' Choice Awards
  - 2016 - Candidatura al miglior attore non protagonista in una serie drammatica per L'uomo nell'alto castello
  - 2024 - Candidatura al miglior attore non protagonista in una serie drammatica per The Diplomat
  - 2025 - Candidatura al miglior attore protagonista in una serie drammatica per The Diplomat[1]
- Laurence Olivier Award
  - 1994 – Candidatura al miglior attore non protagonista per Arcadia
  - 2007 – Miglior attore per Rock 'n' Roll
- Tony Award
  - 2008 – Candidatura al miglior attore protagonista in un'opera teatrale per Rock 'n' Roll

## Doppiatori italiani
Nelle versioni in italiano delle opere in cui ha recitato, Rufus Sewell è stato doppiato da:
- Francesco Prando in Cold Comfort Farm, Sfida nell'ultima valanga, Tristano & Isotta, John Adams, Un cavallo per la strega, The Sandman
- Pasquale Anselmo in Hamlet, Helen of Troy - Il destino di un amore, I pilastri della Terra, La leggenda del cacciatore di vampiri
- Stefano Benassi ne Il principe delle favole, L'uomo nell'alto castello, The Diplomat, Scoop
- Roberto Draghetti ne Il destino di un cavaliere, Killing Jesus
- Luca Ward in Carlo II - Il potere e la passione, Victoria
- Alessio Cigliano in The Father - Nulla è come sembra, Old
- Massimiliano Manfredi in Padrona del suo destino
- Marco Mete in Dark City
- Francesco Pannofino in Illuminata
- Sandro Acerbo ne La mossa del diavolo
- Nino Prester in Lei, la creatura
- Marco Rasori in The Legend of Zorro
- Davide Marzi in The Illusionist - L'illusionista
- Christian Iansante in L'amore non va in vacanza
- Paolo Marchese in Eleventh Hour
- Massimo Rossi ne Le inchieste dell'Ispettore Zen
- Fabrizio Pucci in Hercules - Il guerriero
- Franco Mannella in Gods of Egypt
- Fabio Boccanera ne La fantastica signora Maisel
- Dario Oppido in Judy
- Antonio Palumbo in Caleidoscopio

Da doppiatore è sostituito da:
- Mario Zucca in Billy il koala